# Frank Stronach
Frank Stronach (né le 6 septembre 1932) est un homme d'affaires austro-canadien. Il est le fondateur de Magna International, un des 10 plus gros équipementiers automobiles du monde, basé à Aurora, au Canada, et de Magna Entertainment Corp., une entreprise qui se spécialise dans l'industrie des courses de chevaux.
Il est aussi le père de Belinda Stronach, une femme politique canadienne.

## Biographie
Né en 1932 à Gutenberg an der Raabklamm, dans le sud de l'Autriche, Frank Stronach quitte l'école dès 14 ans et part pour le Canada en 1954, avec pour seul bagage une formation d'apprenti et 200 dollars. Après avoir occupé divers petits boulots, il crée en 1957 sa propre entreprise, qui deviendra le géant mondial Magna International, un des plus gros fournisseur d'équipements automobiles. Au début des années 2000, Frank Stronach n'a pas oublié sa terre d'origine : Magna International rachète un équipementier autrichien, Steyr.
Il investit également dans le sport, devenant président de la Ligue autrichienne de football en 1999 (fonction qu'il occupe jusqu'en 2005).
Début 2009, il propose de racheter Opel à General Motors, alors en difficulté financière à la suite de la crise des sub-primes. Bien que les discussions sont achevées, et que toutes les autorités gouvernementales aient donné leur accord, General Motors se rétractera à la dernière minute.
Il a quitté la direction de l'entreprise en 2011, pour se consacrer à sa passion pour les courses hippiques, et à sa carrière politique.
Sa fortune est estimée à plus d’un milliard d’euros en 2013.
En juin 2024, Frank Stronach est arrêté à Toronto, au Canada, pour agression sexuelle des années 1980 à 2023.

## Carrière politique
En 1988, il entreprend une première tentative pour entrer dans la vie politique au Canada, se portant candidat pour le Parti libéral du Canada, mais il échoue. Sa fille, Belinda Stronach, aura plus de succès en 2004, en étant élue, puis ministre.
Le 27 septembre 2012, il organise une conférence à Vienne pour présenter, du haut de ses 80 ans, son parti politique fraichement crée ; « L'équipe Stronach pour l'Autriche » (« Team Stronach für Österreich »), avec lequel il compte rafler au moins 20 % des voix aux prochaines élections législatives, prévue pour octobre 2013.
Ce parti se positionne comme « nationaliste et anti-européen », reprenant les thématiques qui avaient fait le succès du FPÖ de Jorg Haider (disparu dans un accident de voiture en 2008). Ce parti d'extrême droite s'oppose à la construction actuelle de l'UE et il prétend en dénoncer les "dérives" qu'il juge "totalitaristes". Il prône l'abandon de l'Euro par l'Autriche, et le retour de l'autonomie monétaire pour chaque membre souverain de l'UE, considérant que la monnaie unique n'est qu'un instrument de contrôle n'ayant pas tenu les promesses de prospérité invoquées lors de sa mise en place.
Il dénonce la situation actuelle de la gouvernance Européenne, contrôlée en arrière-plan par les grandes banques internationales, tout en présentant un simulacre de façade démocratique. Par exemple, il affirme à propos de la chancelière allemande Angela Merkel: «Entweder ist sie so dumm oder sie spielt bei den Banken mit» (Ou bien elle est stupide, ou alors elle joue dans la même équipe que les banques). Il présente un programme économique néolibéral. Son slogan de campagne met en avant sa connaissance de l'économie, et de la collusion qu'il entend dénoncer entre les milieux affairistes et les personnalités politiques traditionnelles : «Weil er weiß, wie es geht» (Parce qu'il sait, lui, comment ça se passe).
Le 3 mars 2013, des élections partielles de Basse Autriche et de Carinthie l'ont vu réaliser des scores de respectivement 9,7 % et 11,3 %. Ces scores viennent quelque peu bouleverser l'échiquier politique Autrichien, et attirent l'attention sur un parti formé à peine 5 mois avant le scrutin, et sur cet autodidacte qui revient dans son pays natal après 60 ans d'absence. Il dispose déjà d'un petit groupe parlementaire à l'Assemblée nationale autrichienne, s'étant allié cinq députés du BZÖ, l'ancienne formation du leader charismatique Jörg Haider, décédé en 2008.

## Honneurs
- 1999 - Membre de l'Ordre du Canada
- 2004 - Prix de la Fondation Yves-Landry
- Membre élu du Panthéon des personnalités canadiennes des Affaires (Canadian Business Hall of Fame)[4].